# 熊远
熊远（3世纪—320年代），字孝文，东晋大臣。

## 家世
熊远是豫章南昌人。祖父熊翘曾为石崇苍头（仆人），性廉直，有士风。黄门郎潘岳见了称赞他，劝石崇让他自由，于是熊翘回到了乡里。

## 西晋年间
熊远有志向，本县召他为功曹，不应，县里强行给他衣帻扶他谒见。十多天后，荐于本郡，于是辟为文学掾。熊远说：“辞大不辞小。”坚请留县。太守举熊远为孝廉，正逢太守讨伐氐羌，熊远没有成行，送他到陇右才回来。后来的太守会稽人夏静辟他为功曹。夏静去职后，熊远送他到会稽才回来。本州辟熊远主簿、别驾，举秀才，除监军华轶司马，领武昌太守、宁远护军。
琅琊王司马睿为丞相，建兴元年（313年）八月，引熊远为主簿。熊远上书认为眼下律令不行，朝令夕改，不是为政之道，请求上言议论应该引用律令、经传，不得仅出自无依据的人情，以免有违旧典，权宜之计是皇帝所用，不是臣子应该用的。当时传言晋朝帝陵北陵被发掘，司马睿将要举哀，熊远上疏认为应该先派使者摄河南尹前去证实传言再举哀，再命将领去洛阳修复园陵讨伐叛逆，天下自然响应服从，并且举了楚庄王伐宋为申无畏报仇得到楚军响应、项羽杀义帝而刘邦哭义帝的事论证大义的重要性。当时正逢杜弢作乱，天下多事，司马睿不能从其言。
江东农桑弛废，熊远建议立春时皇帝祈谷于上帝，选择时辰耕种，亲率三公、九卿、诸侯、大夫亲耕帝田以劝农，并举了《诗经》“弗躬弗亲，庶人不信”之句。为时议称美。
当年十二月，春节要奏乐，熊远向司马睿上谏指出晋怀帝梓宫未还，举齐桓公忧虑中国时诸侯不召而至、骄傲自大后九国叛离的故事，认为设饮食赐给群臣就可以了，司马睿采纳。二年（314年）太尉荀组被任为尚书令、豫州牧，熊远上疏反对，认为没有宰相出领州牧的，何况荀组素有朝望又熟悉旧典，不应该外放。
熊远转丞相参军。琅邪国侍郎王鉴劝司马睿亲征杜弢，熊远又上疏指出商朝武丁讨伐鬼方国也用了三年，用兵难不是稀奇事，只有确保有足够的人才钱粮器械才应该亲征；并建议像以前一样派五千人与水军同进讨，如齐用穰苴、秦用王翦那样选择有才的督护，就不用担心叛军。杜弢被平定后，熊远转从事中郎，累迁太子中庶子、尚书左丞、散骑常侍。司马睿常叹熊远公忠体国，说：“卿在朝正色，不茹柔吐刚，忠亮至到，可为王臣也。吾所欣赖，卿其勉之！”

## 东晋年间
司马睿建立东晋为晋元帝后，想赐投刺劝进的官吏加位一等，百姓赐为司徒吏，共计二十余万。熊远认为应该按汉朝例，赐天下人爵位，才是广施恩泽不偏颇。元帝不从。
熊远转御史中丞。时尚书刁协主政，众人都怕他。尚书郎卢綝入内当值时在大司马门外遇到刁协，刁协醉了要卢綝避让，卢綝不肯，刁协令随从揪住卢綝使其堕马，拖到刁协车前才放开。熊远奏免刁协官。元帝姨母广昌乡君去世还没下葬，熊远上表认为应该按古礼大夫死办理，废除冬至小会，元帝下诏给太常卿贺循看熊远表文，贺循答熊远所答合乎古义。
大兴元年（318年）冬季有雷电、大雨，元帝下诏罪己，又下诏群臣问得失。十一月，熊远又上疏说自己不懂天道，议论人事，以未报先帝之仇、群臣无忧国之心无哀容、选官用人失当为三失，举晋武帝擢上书人郭翼为屯留令又置谏官的例子。
熊远累迁侍中，约大兴四年（321年）出补会稽内史。江州刺史王敦作乱，部下龙骧将军沈充举兵响应，加熊远为将军，熊远拒而不受，不给沈充军资，保境安民。王敦到石头城，说服朝廷征召熊远，于是拜熊远太常卿（约永昌元年（322年）），加散骑常侍。王敦深深害怕熊远正直有谋，引他为长史。数月后熊远病卒。

## 作品
- 《熊远集》十二卷，南朝梁时尚有五卷，[14]《隋书》录一卷。[15]
- 《论亲死贼中启》

熊远亦善书法，有书法作品，唐朝窦泉《述书赋上（有序）》将熊远列为晋朝书法家。

## 家庭
熊远弟熊缙，名亚于熊远，为王敦主簿，官终鄱阳太守。

## 评价
- 《晋书》
  - 史臣曰：熊远、王鉴有毗济（辛毗、蒋济）之道，比之大厦，其榱桷之佐乎（是如同大厦的屋椽一样的辅佐者啊）！
  - 赞曰：孝文忠謇（忠诚正直），嘉言斯践（美好的言论得到践行）。[1]

## 延伸阅读
[在维基数据编辑]
 《晉書/卷071》，出自房玄齡《晉書》